# Ponkan
Citrus poonensis
Espèce
Le Ponkan (chinois : 椪柑), Citrus poonensis, est un cultivar d'agrumes doux à haut rendement avec de gros fruits de la taille d'une orange. Il s'agit d'un hybride de mandarine et de pomelo, bien que l'on ait cru autrefois qu'il s'agissait d'une mandarine pure,.

## Étymologie
Le terme pon fait référence à l'orange Poona (le mandarinier Citrus reticulata) et kan signifie agrume.

## Description
Le fruit est très sucré, de forme ronde et d'une largeur d'environ 7-8 cm. Les plants sont très productifs, et soumis à l'alternance bisannuelle. Il arrive que les branches se cassent en raison des rendements élevés. Les producteurs ont parfois recours à des bâtons pour les soutenir, mais si la branche se plie progressivement vers le bas et grandit dans cette position, elle se portera mieux les années suivantes.
Le ponkan peut être multiplié par semis, car il se reproduit fidèlement, ou greffés généralement sur Poncirus trifoliata, un porte greffe classique pour les agrumes.
Le ponkan est réputé pour avoir une écorce peu adhérente à la chair du fruit et très facile à peler.

## Aires de culture
Les ponkans sont largement cultivés aux États-Unis, au Brésil, au Japon et en Chine.
Il a été initialement introduit aux États-Unis par Carlo Roman en 1880. Son verger d'origine, toujours en production, se situe à Hawthorne dans le comté de Putnam, en Floride. Le fruit est encore très populaire dans la région de Melrose, où il est souvent vendu dans des stands en bord de route. Au Brésil le ponkan 'Cravo' précoce (avril), est largement produite dans le centre-sud, à São Paulo et dans le nord du Paraná.

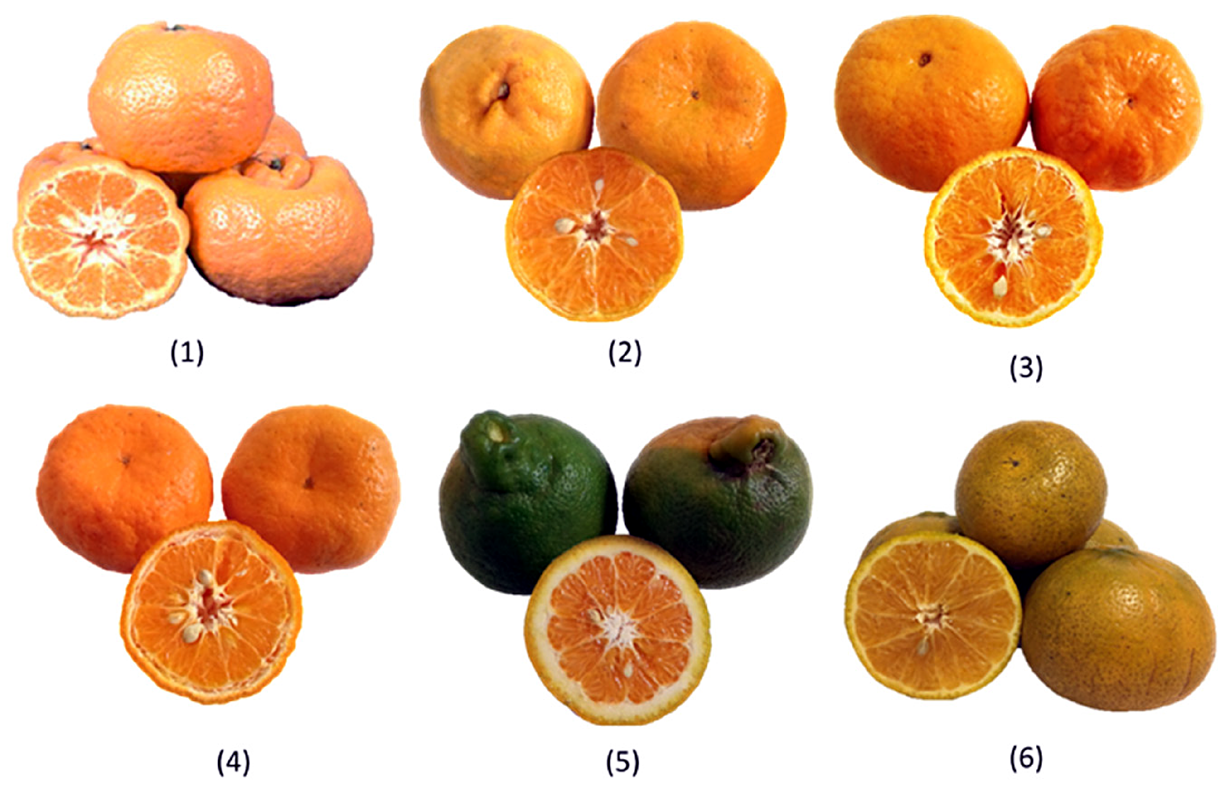
Ponkan 'Cravo' (1) et divers hybrides de 'Murcott' (Etat de São Paulo)

## Dans la culture populaire
Dans les années 2000, la ville de Teresópolis au Brésil organisa un festival annuel du Ponkan.

## Huile essentielle
L'HE a pour principaux composant le d-limonène (entre 89 et 95 %). Les autres terpènes sont γ -terpinène, le β -pinène, le γ - 3-carène, le β -myrcène pour un proportion qui va de 1 à 5 %. Les alcools terpéniques (linalol, terpinène-4-ol, α -terpinéol), les esters (n -méthylanthranilate), les aldéhydes ( n -décanal) et les méthylétherphénols (méthyléther thymol) sont présents en quantités < 1 %. La forte proportion de le d -limonène donne à cette HE des probabilités thérapeutiques (stimulant corticosurrénalien, expectorant, anxiolytique, antiviral, digestif, anti-inflammatoire et chimio-préventif).

## Pages connexes
- Agrumes
- Agrumes japonais